# Juan Bisquert
Juan Bisquert (Düsseldorf, 21 de noviembre de 1962) es un físico español reconocido por sus investigaciones en conversión de energía solar y dispositivos electrónicos funcionales. Su trabajo ha contribuido de forma significativa al desarrollo de células solares de perovskita y dispositivos neuromórficos basados en materiales con propiedades de memoria, con aplicaciones en computación bioinspirada. Fue fundador y director (2015-2020) del Instituto de Investigación en Materiales Avanzados (INAM) de la Universitat Jaume I, y desde 2017 preside la Fundació Scito (Valencia). Actualmente es Investigador Distinguido en el Instituto de Tecnología Química (ITQ), centro mixto del Consejo Superior de Investigaciones Científicas (CSIC) y la Universitat Politècnica de València (UPV).

## Biografía
Juan Bisquert nació en Düsseldorf (Alemania) y se crio en Dénia, en la Comunitat Valenciana. Se licenció en Física en la Universitat de València, donde se doctoró en 1991 con una tesis sobre polímeros semiconductores de tipo donador-aceptor.
Inició su carrera académica en la Universidad de Castilla-La Mancha, en el campus de Albacete, donde fue profesor entre 1987 y 1991. Ese mismo año se incorporó a la Universitat Jaume I de Castelló de la Plana, donde desarrolló una trayectoria docente e investigadora, primero como profesor titular y más adelante como catedrático de Física aplicada. En esta universidad fundó y dirigió el Instituto de Investigación en Materiales Avanzados (INAM) entre 2015 y 2020.
En 2024 fue nombrado Investigador Distinguido en el Instituto de Tecnología Química (ITQ), centro mixto del CSIC y la UPV, donde actualmente lidera el grupo de investigación PROFUND (Processing Functional Ionic-Electronic Devices), dedicado al desarrollo de materiales funcionales para energía renovable e inteligencia artificial, con énfasis en dispositivos fotoactivos y memristivos con acoplamiento iónico-electrónico.
Desde 2017 preside la Fundació Scito, entidad dedicada a la promoción del conocimiento científico y tecnológico, desde la cual impulsa la plataforma internacional de congresos nanoGe.

## Actividad de investigación
Juan Bisquert ha desarrollado una extensa labor investigadora en el ámbito de la conversión de energía solar, los materiales funcionales y los dispositivos electrónicos con respuesta dinámica. En la Universitat Jaume I, fue director del Instituto de Investigación en Materiales Avanzados (INAM), donde lideró estudios sobre materiales, nanoestructuras y dispositivos para la producción de energía limpia, con especial énfasis en tecnologías como las células solares de perovskita.
Entre sus contribuciones más destacadas se encuentra la aplicación del concepto de capacitancia cuántica (o capacitancia química) en dispositivos conductores nanoestructurados, así como el análisis de fenómenos de histéresis inductiva y capacitiva en sistemas fotoactivos. Estos enfoques han resultado clave para interpretar la dinámica eléctrica y los efectos de memoria en células solares y memristores.
Bisquert ha publicado más de 400 artículos científicos en revistas internacionales indexadas y ha sido citado en más de 40 000 ocasiones. Desde 2014 figura de forma continuada en la lista de investigadores altamente citados *Highly Cited Researchers* del Instituto para la Información Científica (Clarivate Analytics).
Es editor europeo de la revista Journal of Physical Chemistry Letters, publicada por la American Chemical Society, y ha sido miembro del consejo editorial de publicaciones científicas como ChemElectroChem o Journal of Environmental Science and Sustainable Energy.
También ha escrito varios libros de referencia sobre dispositivos fotoelectroquímicos y teoría de materiales funcionales. Entre ellos destacan: Nanostructured Energy Devices. Equilibrium Concepts and Kinetics, Nanostructured Energy Devices: Optoelectronics and Carrier Transport, y Photoelectrochemical Solar Fuel Production, publicado por Springer.
En los últimos años, su investigación se ha centrado en el desarrollo de dispositivos memristivos y neuromórficos para computación bioinspirada, integrando funcionalidades de memoria, aprendizaje y procesamiento de señales. Esta línea se enmarca en el proyecto europeo PeroSpiker, financiado por el ERC, del que es investigador principal, y que explora arquitecturas de redes de espigas (spiking networks) mediante dispositivos basados en perovskitas.
Su grupo investiga dispositivos que combinan conducción iónica y electrónica, como memristores y transistores híbridos, con respuestas dinámicas complejas —histéresis, bifurcaciones, adaptación conductual— que permiten emular funciones de neuronas artificiales en circuitos bioinspirados. Uno de los modelos desarrollados, CALM (Conductance-Activated Quasi-Linear Memristor), describe la activación gradual de la conductancia mediante transiciones electrónicas e iónicas acopladas.
Este enfoque ha sido presentado en publicaciones científicas y foros internacionales como Neuronics25, con trabajos centrados en las propiedades dinámicas de memristores y osciladores neuromórficos, espectroscopía de impedancia y bifurcaciones tipo Hopf aplicadas al modelado de neuronas artificiales.